# Bandera de Vallfogona de Riucorb
La bandera oficial de Vallfogona de Riucorb, Conca de Barberà té la següent descripció:
Bandera apaïsada, de proporcions dos d'alt per tres de llarg, groga, amb dos triangles rectangles de color verd fosc iguals i encarats: el primer amb el catet de la vora de l'asta d'alçària 1/2 de la del drap i el de la vora inferior de llargària 1/2 de la del mateix drap; i amb la foguera de cinc flames de l'escut vermella, d'alçària 5/9 de la del drap i d'amplària 12/27 de la llargària del mateix drap centrada i a 5/36 de la vora superior.
Va ser aprovada en el Ple de l'Ajuntament del 19 de febrer de 2002, i publicat en el DOGC el 17 de setembre de 2002.